# Ourcq (métro de Paris)
Pour les articles homonymes, voir Ourcq (homonymie).
Ourcq est une station de la ligne 5 du métro de Paris, située dans le 19e arrondissement de Paris.

## Situation
La station est implantée à la limite administrative entre le quartier du Pont-de-Flandre au nord et le quartier d'Amérique au sud, non loin de leurs limites respectives avec le quartier de la Villette à l'ouest. Elle se trouve sous l'avenue Jean-Jaurès, à hauteur de l'amorce de la rue des Ardennes d'une part et du débouché de la rue d'Hautpoul d'autre part. Approximativement orientée selon un axe nord-est/sud-ouest, elle s'intercale entre les stations Porte de Pantin et Laumière.

## Histoire
La station est ouverte le 21 mars 1947, soit plus de quatre ans et demi après la mise en service de l'avant-dernier prolongement de la ligne 5 depuis Gare du Nord jusqu'à Église de Pantin, intervenue le 12 octobre 1942, en pleine Seconde Guerre mondiale. Cette extension fut alors permise par la cession définitive du tronçon entre Étoile (actuelle station Charles de Gaulle - Étoile) et Place d'Italie de la ligne 5 à la ligne 6, effective depuis le 6 octobre précédent, évitant ainsi de rallonger excessivement les temps de parcours sur ladite ligne 5. Jusqu'à l'achèvement complet de la station, les rames de métro la traversent sans y marquer l'arrêt. Celle-ci se situe non loin de l'ancienne gare de Belleville-Villette sur la ligne de Petite Ceinture, fermée au trafic de voyageurs depuis le 23 juillet 1934.
Elle doit sa dénomination à sa proximité avec l'amorce de la rue de l'Ourcq, laquelle tire son nom du voisinage du canal de l'Ourcq qu'elle enjambe au moyen du pont de la rue de l'Ourcq.
Les quais sont modernisés après 1988 par l'adoption du style décoratif « Ouï-dire », de couleur rouge et complété d'une petite œuvre d'art en l'occurrence. La pose de carreaux blancs plats entraîne la disparition des faïences d'origine dans le style des années 1940 de l'ex-CMP, décoration caractérisée par ses cadres publicitaires en céramique de couleur cuivre à motifs géométriques sobres, surmontés de la lettre « M » et mariés au carrelage blanc biseauté. Dans le cadre du programme « Renouveau du métro » de la RATP, les couloirs sont rénovés à leur tour dans le courant des années 2000.
Le 9 octobre 2019, une partie des plaques nominatives sur les quais de la station sont provisoirement remplacées par la RATP afin de célébrer le 60e anniversaire d'Astérix et Obélix, comme dans onze autres stations. Reprenant notamment la typographie caractéristique de la bande dessinée de René Goscinny et Albert Uderzo, Ourcq est humoristiquement renommée « AbraracOurcqcix » en référence à l'un des personnages de la série, Abraracourcix, chef du village gaulois d'Astérix et Obélix.

### Fréquentation
Selon les estimations de la RATP, la station a vu entrer 3 763 663 voyageurs en 2019, ce qui la place à la 131e position des stations de métro pour sa fréquentation. En 2020, avec la crise du Covid-19, son trafic annuel tombe à 2 064 168 voyageurs, la classant alors au 118e rang, avant de remonter progressivement en 2021 avec 2 862 337 entrants comptabilisés, ce qui la place à la 116e position des stations du réseau pour sa fréquentation cette année-là.

## Services aux voyageurs

### Accès
La station dispose de trois accès débouchant de part et d'autre de l'avenue Jean-Jaurès, constitués pour chacun d'un escalier fixe orné d'un candélabre et d'une balustrade en fer forgé dans le style Dervaux des années 1930 :
- l'accès no 1 « Rue de Lunéville » se trouvant au droit du no 146 de l'avenue ;
- l'accès no 2 « Rue de l'Ourcq » se situant face au no 159 de l'avenue ;
- l'accès no 3 « Rue Adolphe-Mille » débouchant au droit du no 161 de l'avenue.

Accès à la station
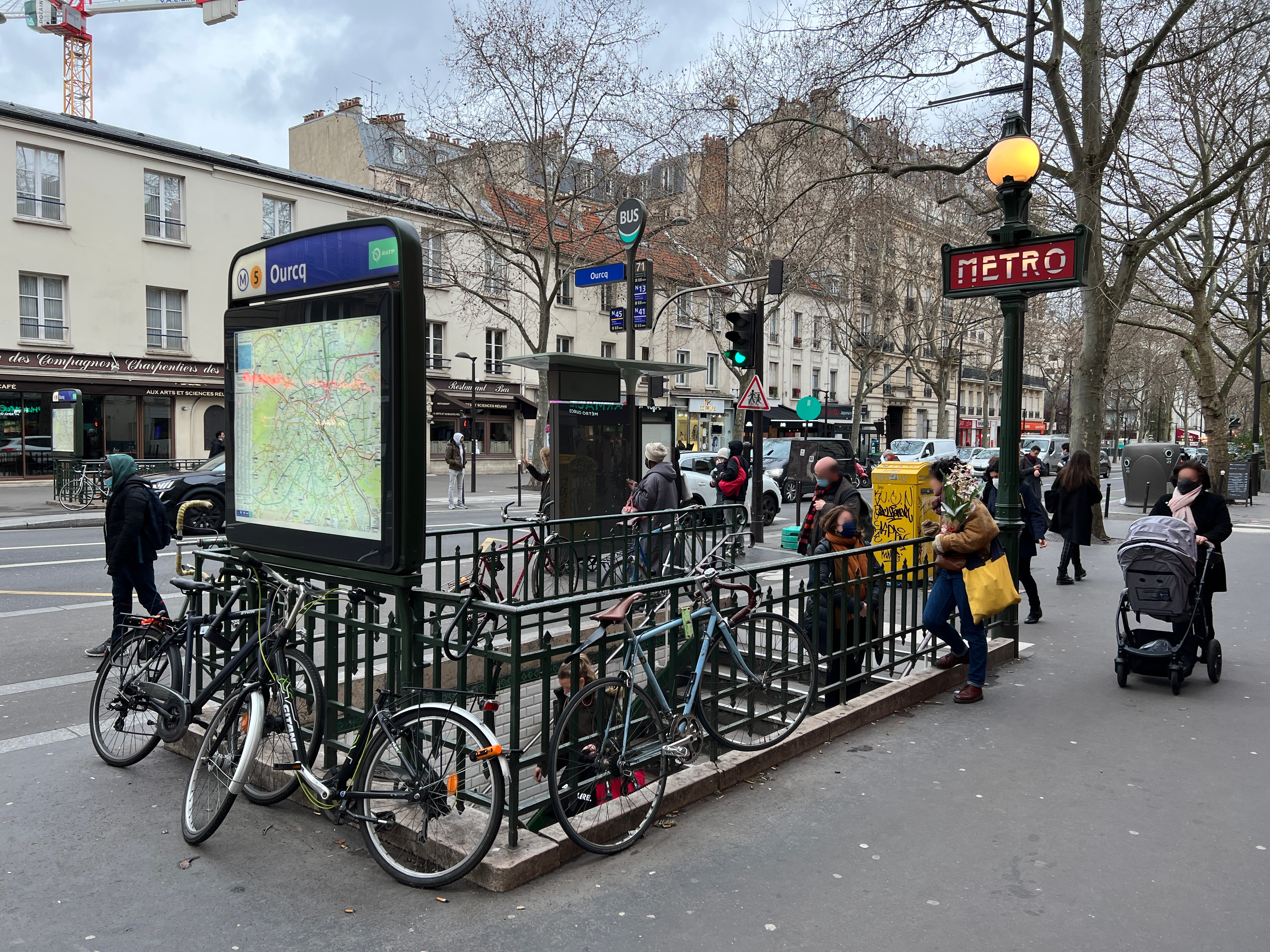
L'accès no 1, « Rue de Lunéville ».
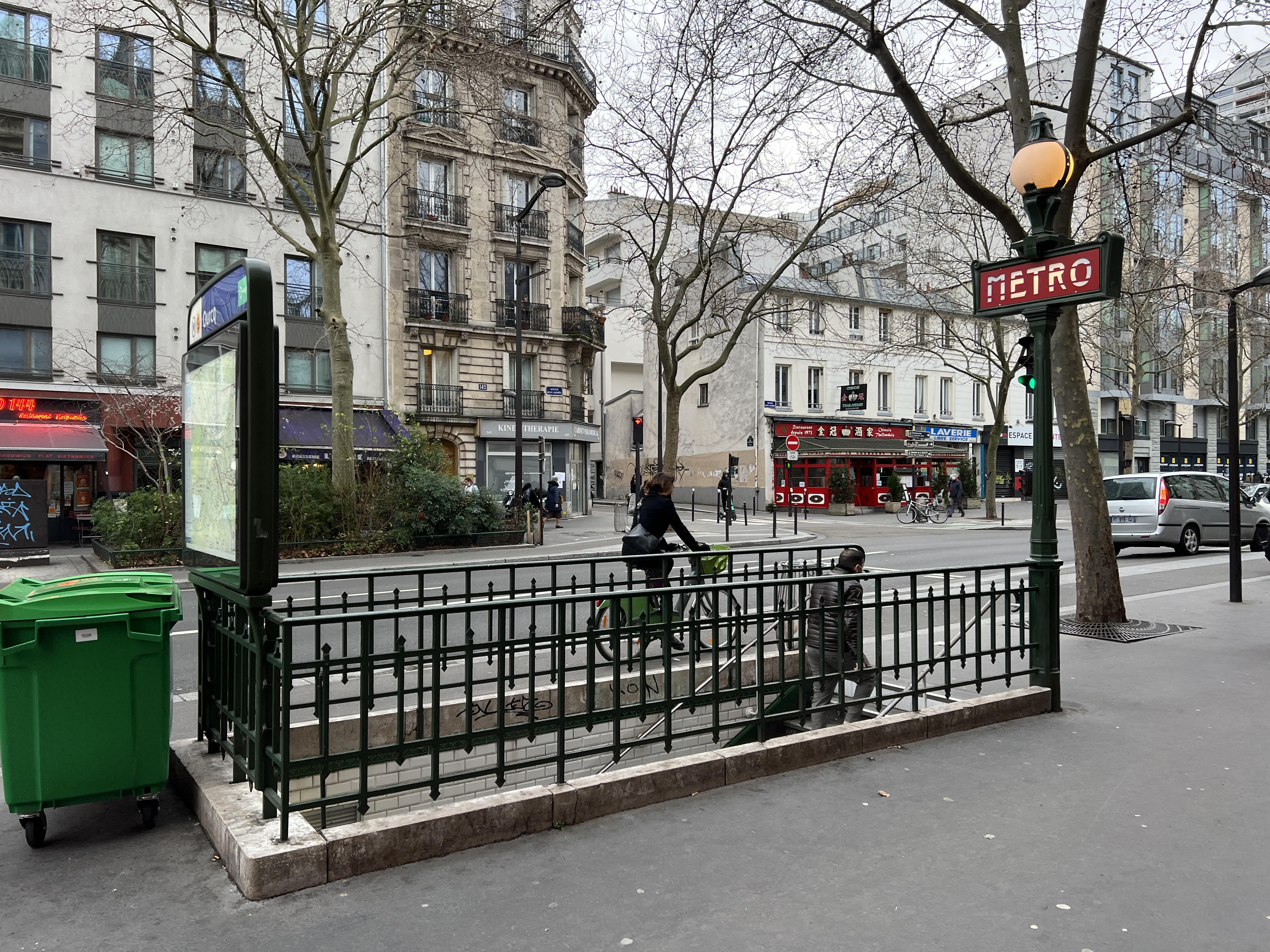
L'accès no 2, « Rue de l'Ourcq ».
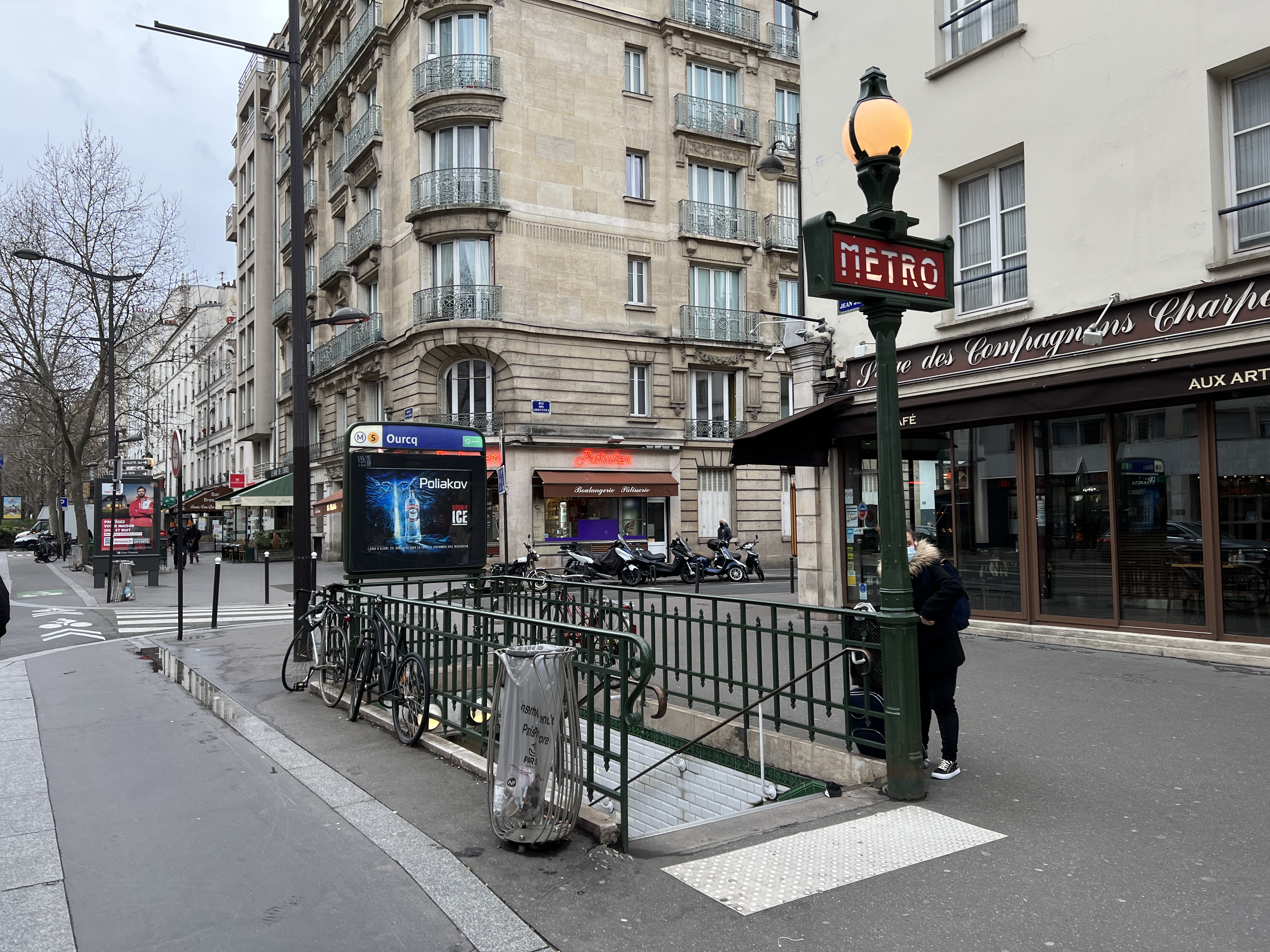
L'accès no 3, « Rue Adolphe Mille ».

### Quais
Ourcq est une station de configuration standard pour le métro de Paris : elle possède deux quais, d'une longueur conventionnelle de 75 mètres, séparés par les voies du métro situées au centre et la voûte est elliptique. La décoration est de style « Ouï-dire » : les bandeaux d'éclairage, ici de couleur rouge, sont supportés par des consoles courbes en forme de faux. L'éclairage direct est blanc tandis que l'éclairage indirect, projeté sur la voûte, est multicolore. Les carreaux en céramique blancs sont plats et recouvrent les piédroits, la voûte ainsi que les tympans (les débouchés des couloirs étant traités en carrelage blanc biseauté classique). Les cadres publicitaires sont en céramique rouge de forme demi-cylindrique et le nom de la station est inscrit en police de caractères Parisine sur des plaques émaillées. Les quais sont équipés de sièges de style « Motte » rouges et de banquettes « assis-debout », dont la teinte, passée du rouge à l'argenté dans le courant des années 2010, rompt l'uniformité colorimétrique de la décoration depuis lors.
Depuis la fin des années 1980, la station expose une sculpture en tilleul de l'artiste français Thierry Grave, dans une niche incorporée au piédroit du quai en direction de Bobigny - Pablo Picasso. Elle représente « l'articulation d'un animal fabuleux ».

Quais de la station
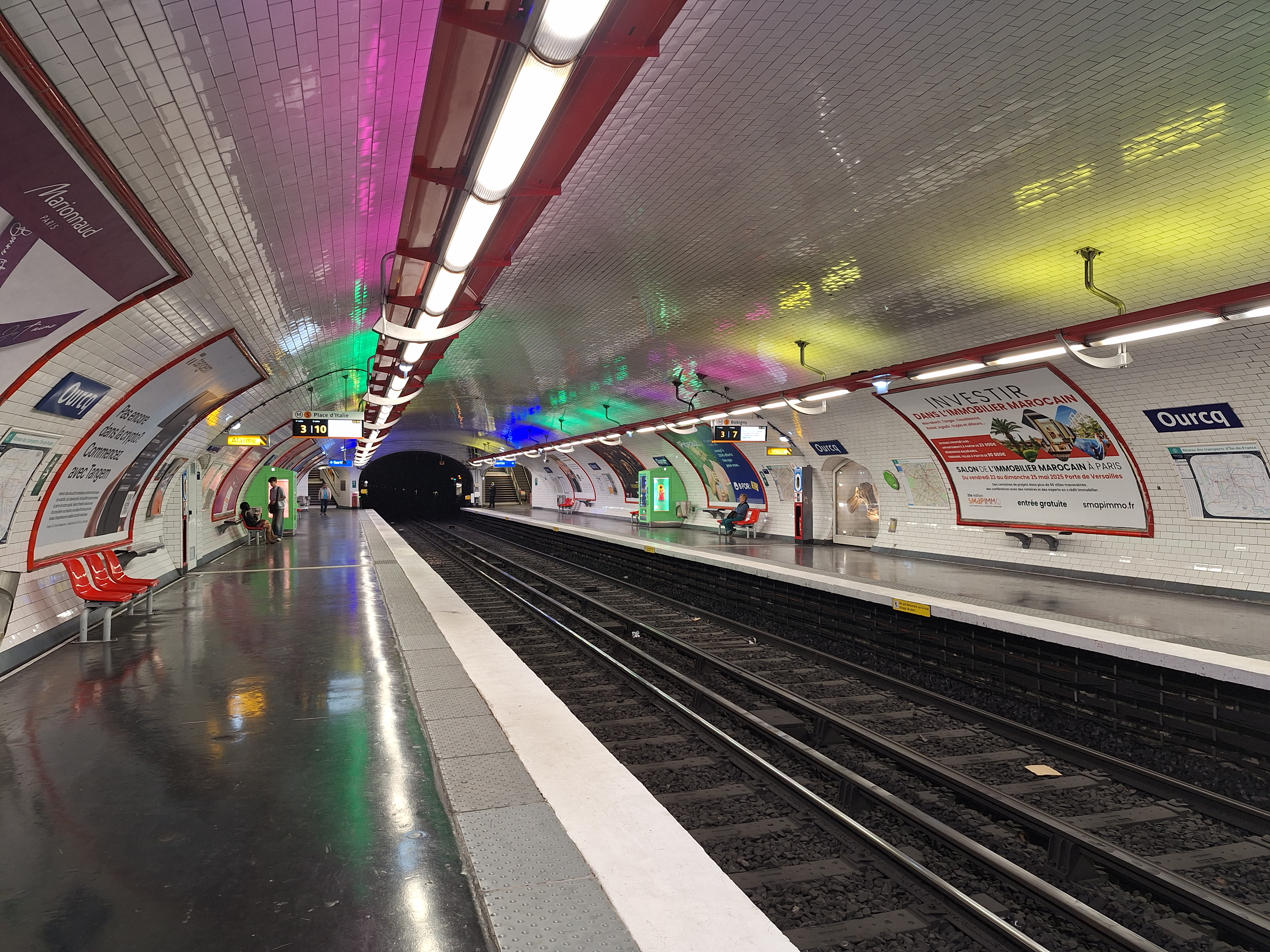
Les quais vus en direction de Bobigny - Pablo Picasso.
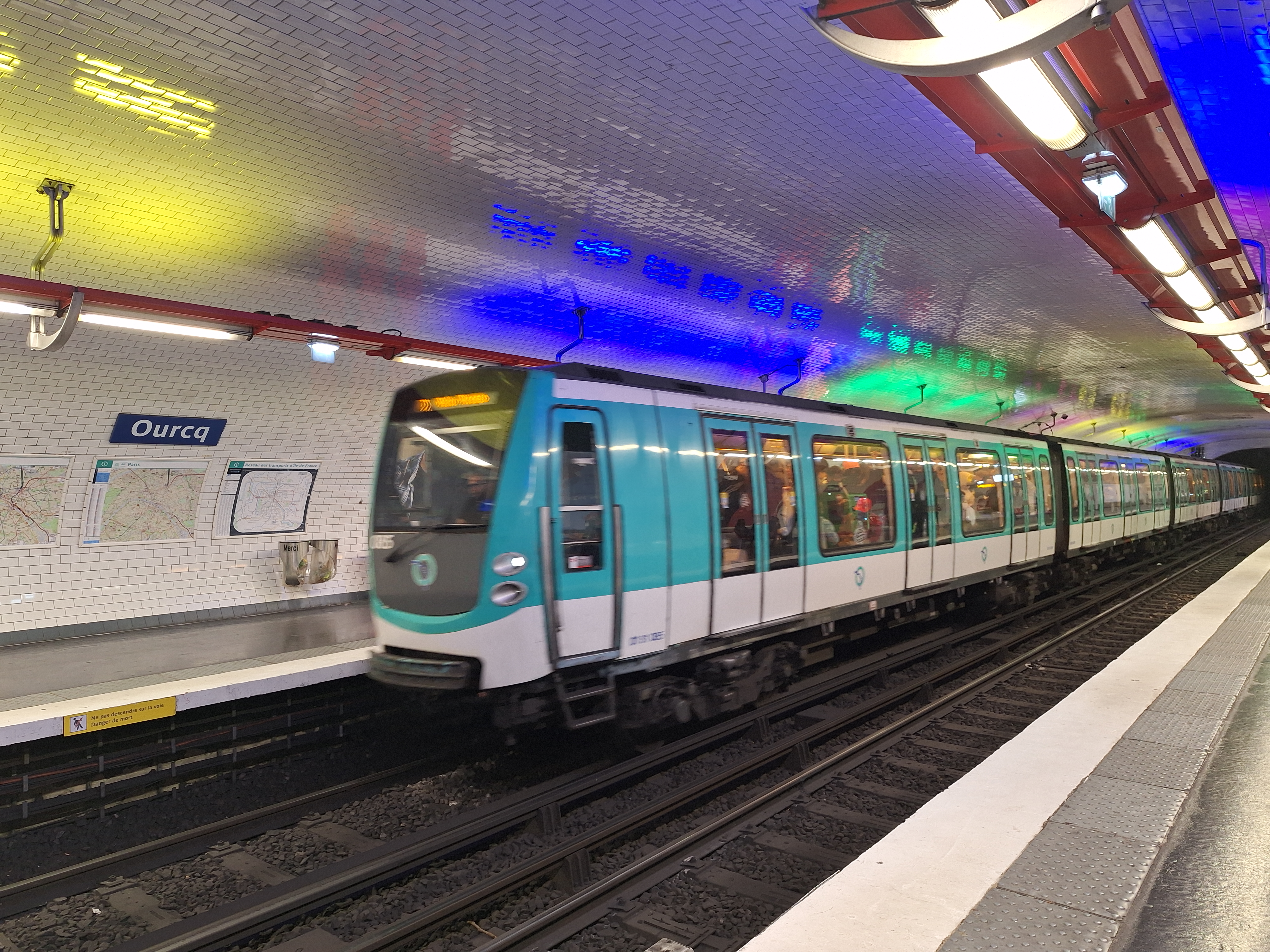
Entrée d'une rame MF 01 en direction de Bobigny.
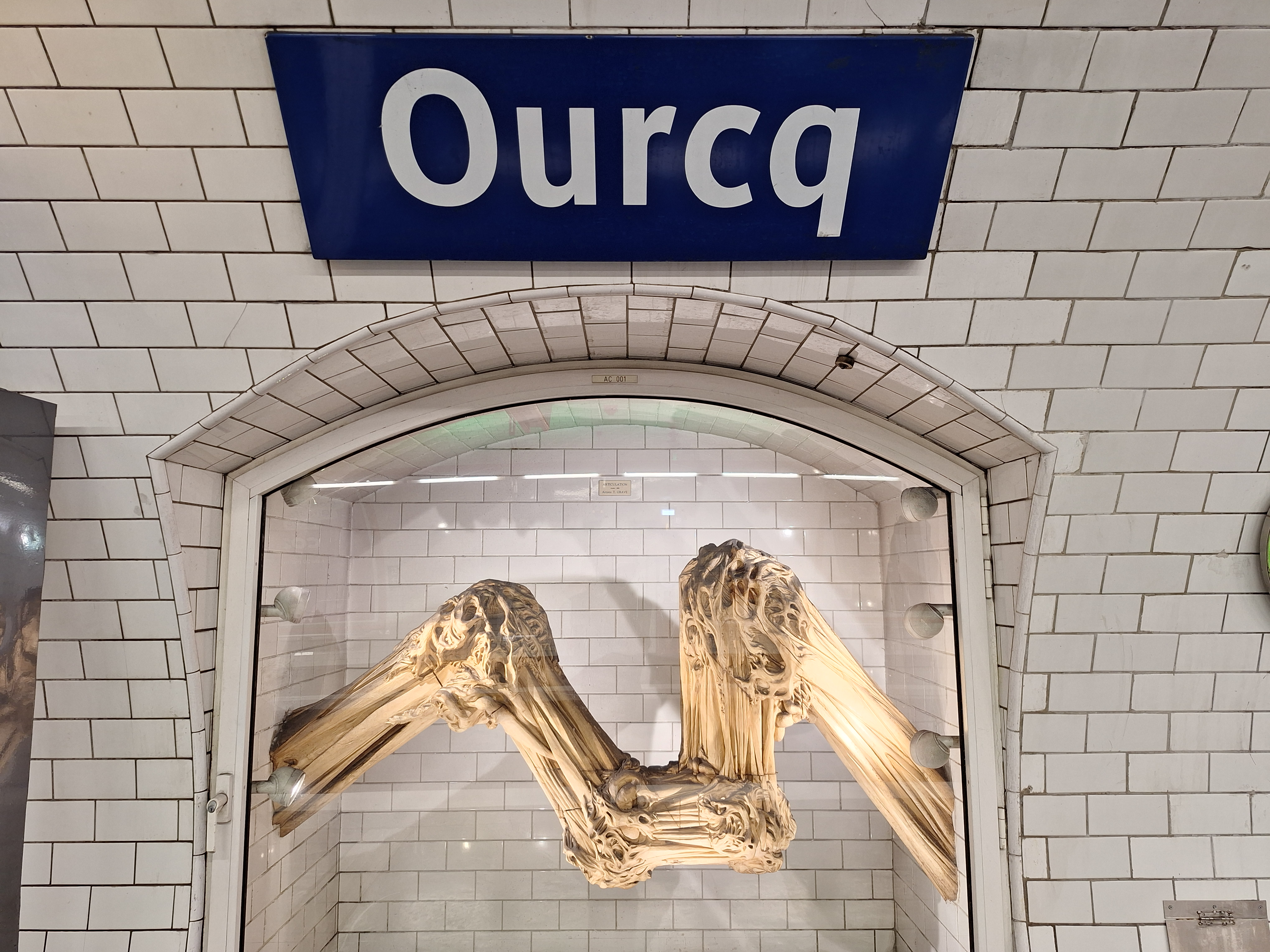
Plaque nominative de la station et vitrine d'exposition.

### Intermodalité
La station est desservie par les lignes 60 et 71 du réseau de bus RATP et, la nuit, par les lignes N13, N41 et N45 du réseau Noctilien.

## À proximité
- Petite Ceinture du 19e (section comprise entre la rue de Thionville et la rue de l'Ourcq)
- Darse du fond de Rouvray
- Parc de la Villette
- Canal de l'Ourcq
- Pont de la rue de l'Ourcq
- Amorce du canal Saint-Denis
- Théâtre des Artisans
- Cimetière de la Villette